# Melitaea nigrorubida
Melitaea nigrorubida är en fjärilsart som beskrevs av Ruggero Verity 1919. Melitaea nigrorubida ingår i släktet Melitaea och familjen praktfjärilar. Inga underarter finns listade i Catalogue of Life.